# King Lear (2018)
King Lear (bra: Rei Lear) é um telefilme britano-estadunidense de 2018, do gênero drama, escrito e dirigido por Richard Eyre, baseado na peça homônima de William Shakespeare.

## Sinopse
Um rei idoso abdica do trono em favor de duas de suas três filhas. Ao descobrir que elas são corruptas e que não merecem o trono, ele lentamente começa a enlouquecer.

## Elenco
- Anthony Hopkins ... Rei Lear
- Emma Thompson ... Goneril
- Emily Watson ... Regan
- Jim Broadbent ... conde de Gloucester
- Florence Pugh ... Cordelia
- Jim Carter ... duque of Kent
- Andrew Scott ... Edgar
- Jon Macmilla ... Edmund
- Tobias Menzies ... Duque da Cornualha
- Anthony Calf ... Duque de Albany
- Karl Johnson ... louco
- Christopher Eccleston ... Oswald
- John Standing

## Produção
O cartaz e o trailer do filme foram divulgados pela Amazon Prime Video em 20 de agosto de 2018.

## Prêmios e indicações
| Ano  | Prêmio                           | Categoria                                                      | Indicado(a)     | Resultado                   |
| ---- | -------------------------------- | -------------------------------------------------------------- | --------------- | --------------------------- |
| 2019 | Critics' Choice Television Award | Melhor filme/minissérie                                        | King Lear       | Pendente[carece de fontes?] |
| 2019 | Satellite Awards                 | Melhor minissérie/telefilme                                    | King Lear       | Pendente[carece de fontes?] |
| 2019 | Satellite Awards                 | Melhor ator coadjuvante em uma série, minissérie ou telefilme  | John Macmillan  | Pendente[carece de fontes?] |
| 2019 | Satellite Awards                 | Melhor atriz coadjuvante em uma série, minissérie ou telefilme | Emma Thompson   | Pendente[carece de fontes?] |
| 2019 | Prêmio do Sindicato dos Atores   | Melhor ator em minissérie ou telefilme                         | Anthony Hopkins | Pendente[carece de fontes?] |